# Jacopo Guglielmi
Jacopo Marc'Antonio Guglielmi (Massa, 3 luglio 1681 – Massa, 1º luglio 1742) è stato un compositore italiano, padre del più celebre Pietro Alessandro Guglielmi.
Egli era figlio di Marc'Antonio Guglielmi, un sergente al servizio di Carlo II Cybo-Malaspina, Duca di Massa. Grazie all'aiuto dello zio Pietro, precettore dei figli del duca, Jacopo riuscì ad ottenere la posizione di maestro di cappella della cattedrale di Massa; contemporaneamente esercitò la medesima carica anche al servizio della famiglia ducale, precisamente sotto Alberico III e Alderano Cybo. Guglielmi durante i suoi anni di attività fu anche direttore musicale del teatro di corte, presso il quale produsse diversi lavori operistici. Compose inoltre musica sacra, come i salmi per il Venerdì santo.
Oltre al già citato Pietro Alessandro, anche il figlio primogenito Domenico (1713-90) seguì le orme del padre: nel 1744 fu nominato organista e nel 1750 maestro di cappella della Cattedrale di Massa.